# Relations entre l'Algérie et la Suisse
Les relations entre l'Algérie et la Suisse sont les relations internationales entre la République algérienne démocratique et populaire et la Confédération suisse.

## Histoire
Un consulat suisse est créé à Alger en 1842.
Les relations politiques entre les deux pays ont officiellement commencé dans les années 1960. Pendant la guerre d'Algérie, la Suisse a assuré la médiation entre le GPRA et le gouvernement français. À l'issue de rencontres secrètes à Lucerne et à Neuchâtel, les accords mettant la fin à la guerre sont signés le 18 mars 1962 à Évian. La Suisse reconnait l'indépendance de l'Algérie le 4 juillet 1962.
Depuis 1962, la Suisse a une ambassade à Alger,.

## Relations économiques
En 2020, les exportations de la Suisse vers l'Algérie sont estimées à 274 millions de francs suisses, tandis que les exportations de l'Algérie vers la Suisse s'élèvent à 68 millions de francs suisses.